# Templo de Kinsasa
El Templo de Kinshasa, República Democrática del Congo es uno de los templos construidos y operados por La Iglesia de Jesucristo de los Santos de los Últimos Días, el número 163 en operaciones por la iglesia y el primero construido en el África Central, ubicado en la comuna de Ngaliema en el distrito de Lukunga de Kinsasa. Antes de la construcción del templo en Durban, los fieles de la región viajaban al templo de Johannesburgo.

## Anuncio
Thomas S. Monson, presidente de la iglesia SUD, anunció la construcción del templo en la ciudad de Kinshasa el 1 de octubre de 2011 durante la conferencia general semi-anual de la iglesia. El templo fue anunciado al mismo tiempo que el templo de Barranquilla en Colombia, el templo de Star Valley en Wyoming, el templo de Durban en Sudáfrica, y el Templo del centro de la ciudad de Provo en Utah. El anuncio de estos nuevos templo elevaría el número de templos SUD a 166 y el quinto del continente africano.

## Construcción
La ceremonia de la primera palada y la dedicación eclesiástica del terreno sobre el cual se construiría el templo fue presidida por Neil L. Andersen, miembro del cuórum de los Doce Apóstoles, el 12 de febrero de 2016. Unas 800 personas asisitieron a la ceremonia dedicatoria del terreno. 
El Templo ha sido construido en una propiedad de 2 hectáreas en la colonia Basoko de la comunidad de Ngaliema en el extremo oeste del país. El exterior del templo es de yeso blanco con techo de zinc. Los terrenos y jardines del templo tienen una variedad de plantas y flores locales. El interior del templo es construido con piedra de Egipto y baldosas de Sudáfrica, junto con motivos geométricos y de diamantes como parte del diseño interior.

## Dedicación
El templo SUD de la ciudad de Kinshasa fue dedicado para sus actividades eclesiásticas en tres sesiones el 14 de abril de 2020, que incluye una oración dedicatoria, por Ronald A. Rasband, miembro del Cuórum de los Doce Apóstoles quien ofreció la oración en francés.